# Marcel Camus
Marcel Camus (Chappes, 1912. április 21. – Párizs, 1982. január 13.) francia filmrendező, forgatókönyvíró.

## Életpályája
Képzőművészeti diplomát szerzett. Charleville-Mézières-ben és Párizsban tanított rajzot, s mint festő és szobrász is dolgozott. 1940–1945 között német fogságban volt. Hazatérése után éveken át neves művészek forgatócsoportjában asszisztensként dolgozott.

## Munkássága
Henri Decoin, Jacques Becker, Alexandre Astruc, Jacques Feyder, Radványi Géza, Luis Buñuel munkatársa is volt. Önálló feladathoz a nouvelle vague, az új hullám képviselőivel együtt jutott. Elkészítette a Megcsalatva halt meg című filmjét (1957), amelyben felemelte szavát az indokínai háború ellen. Következő munkájával, a Brazíliában felvett A fekete Orfeusz-szal (1959) egyszeriben a nemzetközi filmközvélemény figyelmének középpontjába került. Alkotása a közismert Orpheusz-legenda brazil feldolgozása. Erénye a folklorisztikus elemek és a költői hang szerencsés ötvözése. Mindezt a hatást monoton, már-már barbár ritmus erősíti. A történet csúcspontjában a híres riói karnevál szédítő forgataga áll. Az egzotikus miliőhöz és az antik témához később is hű maradt. Előbbi sikereinek színhelyén, valamint Kambodzsában filmezett.

## Filmográfia

### Rendezőként
- Megcsalatva halt meg (1957) (forgatókönyvíró is)
- A fekete Orfeusz (1959) (forgatókönyvíró és színész is)
- Os Bandeirantes (1961) (forgatókönyvíró is)
- Paradicsommadár (L'oiseau de paradis) (1962) (forgatókönyvíró is)
- Muzsikál a föld (1965) (forgatókönyvíró is)
- Atlanti fal/Partraszállás (1970) (forgatókönyvíró is)
- Winnetou (1980)

### Rendező-asszisztensként
- Aranysisak (1952)
- Elsőszámú közellenség (1953)
- Monsieur Bard különös óhaja (1954)
- Hajnalodik (1956)

## Díjai
Cannes-i fesztivál
- 1959 díj: Arany Pálma-díj (A fekete Orfeusz)

BAFTA-díj
- 1961 jelölés: legjobb film (A fekete Orfeusz)

Sant Jordi-díj (1960)
- díj: legjobb külföldi film (A fekete Orfeusz)